# Mus cervicolor
Mus cervicolor är en däggdjursart som beskrevs av Hodgson 1845. Mus cervicolor ingår i släktet Mus och familjen råttdjur. Internationella naturvårdsunionen kategoriserar arten globalt som livskraftig. Inga underarter finns listade i Catalogue of Life.
Denna mus blir 61 till 80 mm lång (huvud och bål), har en 67 till 88 mm lång svans, 14 till 19 mm långa bakfötter och 13 till 15 mm långa öron. Vikten är 8 till 17,5 g. Den mjuka pälsen på ovansidan har en orangebrun till gråbrun färg och på undersidan förekommer krämfärgad till vit päls. Håren på buken är vid roten grå vad som är synlig som en ljusgrå skugga. Svansen är uppdelad i en mörkbrun ovansida och en vit undersida. Det finns en tydlig gräns mellan båda färgen. Arten liknar Mus caroli men den senare är större.
Arten förekommer med flera från varandra skilda populationer i södra Asien från Pakistan över Indien och Nepal till Myanmar och sydöstra Kina. Den lever i låglandet och i bergstrakter upp till 2000 meter över havet. Mus cervicolor påträffas ofta i gräsmarker och på jordbruksmark men den kan anpassa sig till olika habitat med undantag av öknar. Individerna är aktiva på natten och de lever delvis underjordisk. Arten syns ofta i samma område som bebos av Mus caroli.